# Олексяк, Пенни
Пенелопа (Пенни) Олексяк (англ. Penelope "Penny" Oleksiak; род. 13 июня 2000, Торонто, Онтарио) — канадская пловчиха, олимпийская чемпионка (2016, 100 м вольным стилем), двукратный серебряный (2016 и 2020) и четырёхкратный бронзовый призёр (2016 и 2020) Олимпийских игр, двукратная чемпионка мира на короткой воде (2016), девятикратный серебряный и бронзовый призёр чемпионатов мира по водным видам спорта. Обладательница наибольшего количества олимпийских наград и наибольшего количества медалей чемпионатов мира по водным видам спорта среди всех канадских спортсменов. Рекордсменка Канады на дистанциях 100 м вольным стилем и 50 м баттерфляем, сообладательница четырёх национальных рекордов в эстафетных составах (4 по 50, 100 и 200 м вольным стилем, комбинированная эстафета 4×100 м).
Знаменосец сборной Канады на церемонии закрытия Олимпийских игр 2016 года. За свои достижения на Олимпиаде в Рио и чемпионате мира на короткой воде 2016 года получила премию Бобби Розенфельд как лучшая спортсменка года в Канаде и приз имени Лу Марша как лучший спортсмен года в стране вне зависимости от пола.

## Семья, учёба и личная жизнь
Родилась в Торонто 13 июня 2000 года в семье писателя Ричарда Олексяка и системного инженера Элисон Олексяк. Пенни — младшая из пяти детей в семье. И Ричард, выросший в Буффало в семье польского иммигранта, и Элисон, уроженка Шотландии, выступали в спортивных соревнованиях во время учёбы в вузе. Отец играл в футбол, баскетбол, а также занимался лёгкой атлетикой. Старший брат Джейми — профессиональный хоккеист, выступавший за клубы НХЛ «Даллас Старз», «Питтсбург Пингвинз» и «Сиэтл Кракен». Другие дети в семье также активно занимались спортом: сестра Хейли участвовала в соревнованиях по фигурному катанию и гребле, в которой представляла сборную Северо-Восточного университета, сын отца от первого брака Джейк до получения травмы был приглашён в хоккейную команду Университета Кларксона, играющую в I дивизионе NCAA, а его сестра Клэр занималась лыжным спортом. Сама Пенни в детстве поочерёдно увлекалась волейболом, фигурным катанием, футболом, танцами и художественной гимнастикой, но не добивалась существенных успехов.
Посещала среднюю школу Монарк-Парк в Торонто, во время учёбы в 11-м классе (учебный год 2016/2017) перевелась в частную академию Блайт в торонтском районе Йорквилл, расположенную ближе к Торонтскому плавательному клубу. В прессе циркулировали слухи о романе между Олексяк и теннисистом Денисом Шаповаловым, но пловчиха их отвергала.
Участвовала в деятельности канадской благотворительной организации Thrive for Good в Африке, в частности в целях сбора денег предприняла в 2024 году восхождение на гору Килиманджаро.

## Карьера

### Приход в плавание и юношеские соревнования
Пенни начала активно заниматься плаванием в возрасте девяти лет при поддержке отца. Девочка последовательно пыталась записаться в несколько плавательных клубов в Торонто, но у неё ничего не вышло. В конце концов с ней начал работать тренер Гэри Нолден. Вспоминая начало своих занятий плаванием в Торонто, Пенни рассказывала: «Этот тренер очень помог мне. Он действительно верил в меня. Если бы я не пошла в этот клуб, не думаю, что я стала бы такой, как сейчас». Поначалу долговязая длиннорукая девочка двигалась в воде неуклюже, но быстро набиралась опыта, легко исправляла ошибки, демонстрировала исключительное упорство и выдержку и через год уже тренировалась с пловчихами на три года старше. К 13 годам перешла из своего первого клуба в Скарборо в Торонтский плавательный клуб, использовавший бассейн Торонтского университета, где тренировалась у Билла О’Тула.
В возрасте 14 лет на канадском чемпионате возрастных групп Пенни завоевала десять личных медалей: пять золотых, три серебряные и две бронзовые, установив личный рекорд в каждом заплыве, и добавила в эту коллекцию ещё три золотых медали в эстафетах. Тогда же на Олексяк во время тренировки в Торонтском университете обратил внимание тренер Бен Титли, который должен был возглавить канадскую олимпийскую сборную, и пригласил её участвовать в тренировках сборной раз в неделю.
В 2015 году Олексяк побила национальные рекорды в возрастной группе 13—14 лет на дистанциях 50 и 100 м вольным стилем и 100 и 200 м баттерфляем. Чуть больше чем за месяц до чемпионата мира 2015 года среди юниоров девушка сломала локоть. В больнице ей наложили гипсовую повязку, которая не позволила бы ей плавать, однако специалист по биомеханике Райан Аткинсон из Центра высоких достижений Онтарио предложил альтернативный курс лечения, основанный на физиотерапевтических процедурах и массаже, и канадка смогла поехать на соревнования. Там ей удалось подняться на пьедестал шесть раз: в смешанной эстафете 4 по 100 метров вольным стилем она завоевала золотую медаль, на 100 метрах вольным стилем, на 50 и 100 метрах баттерфляем и в женской эстафете 4×200 м вольным стилем серебряные, а в женской эстафете 4×100 м вольным стилем стала с командой третьей.

### Олимпийские игры и чемпионат мира на короткой воде 2016 года
Участие Олексяк на Олимпиаде в Рио-де-Жанейро не планировалось: аналитики ожидали, что необходимой формы она достигнет только к следующим Олимпийским играм. Однако на национальном отборе в апреле 2016 года юная пловчиха выполнила ряд олимпийских нормативов, обеспечив себе место в сборной Канады. В отборочных соревнованиях она финишировала первой на дистанциях 100 м вольным стилем и баттерфляем, в обоих случаях улучшив национальные рекорды, а в вольном стиле — ещё и мировой юношеский рекорд. На дистанции 200 м вольным стилем Олексяк закончила дистанцию второй.
На само́й Олимпиаде Олексяк в составе сборной Канады стала бронзовым призёром в эстафете 4×100 м вольным стилем. Пенни и её партнёры по команде показали результат 3 минуты 32,89 секунды. Вместе с сокомандницей Тейлор Рак Олексяк стала первой олимпийской медалисткой, рождённой в XXI веке. В предварительном заплыве на дистанции 100 м баттерфляем 6 августа она пришла к финишу второй с результатом 56,73 секунды. Она установила мировой рекорд среди юниоров и национальный рекорд Канады и вышла в полуфинал с третьим результатом. В своём полуфинальном заплыве пришла к финишу третьей, с результатом 57,10, а по итогам обоих полуфиналов стала пятой, завоевав право участия в финале. В решающем заплыве на дистанции 100 м баттерфляем канадка финишировала второй и завоевала серебряную медаль. Олексяк показала результат 56,46 секунды и второй раз на турнире установила мировой рекорд среди юниоров и национальный рекорд Канады в этой дисциплине, уступив лишь шведке Саре Шёстрём, которая улучшила свой собственный мировой рекорд.
В предварительном заплыве на 100 м вольным стилем канадка коснулась бортика третьей в своём заплыве с результатом 53,53 и вышла в полуфинал с общим пятым временем. Там она финишировала второй с результатом 52,72. Этот заплыв оказался самым быстрым, и канадка стала второй среди всех 16 участниц полуфинальной стадии. Помимо этого, Пенни установила мировой рекорд среди юниоров, национальный рекорд Канады и рекорд Америки в дисциплине 100 м вольным стилем.
Перед финалом на 100-метровой дистанции вольным стилем Олексяк в составе сборной Канады стала бронзовым призёром в эстафете 4×200 метров вольным стилем. Канадки с результатом 7.45,39 установили национальный рекорд. 11 августа в финале на дистанции 100 м вольным стилем Олексяк прошла поворот седьмой из восьми участниц, но за счёт мощного финиша настигла и опередила большинство соперниц. Победные результаты канадки и американки Симоне Мануэль (52,70 секунды) совпали, и, таким образом, обе пловчихи стали чемпионками игр на одной дистанции и обладательницами олимпийского рекорда. Золото Олексяк стало первым в истории канадского олимпийского плавания со времён Марка Тьюксбери. Она также стала первой представительницей Канады любого пола, завоевавшей четыре медали в течение одной летней Олимпиады.
В финале комбинированной эстафеты 4×100 метров команда Канады приплыла пятой с результатом 3.55,49. Олексяк, завоевавшая четыре медали, включая индивидуальное золото, была выбрана знаменосцем сборной Канады на церемонии закрытия Олимпиады.
В декабре 2016 года участвовала в чемпионате мира по плаванию на короткой воде в канадском городе Уинсор (Онтарио). Это было первое международное соревнование Олексяк после Олимпийских игр, и она оказалась в центре внимания болельщиков и СМИ из-за того, что турнир проходил в её родной стране. В общей сложности она была заявлена в шести видах программы, из которых только один (100 м вольным стилем) был индивидуальным. Пенни завоевала бронзовую медаль на этой дистанции в третий день соревнований, а двумя днями позже помогла сборной Канаде выиграть золото в эстафете 4×200 м вольным стилем. В заключительный день соревнований Пенни принесла Канаде ещё одно золото в эстафете 4×50 м вольным стилем, а также серебряную медаль в комбинированной эстафете 4×100 метров. Канада также финишировала третьей в эстафете 4×100 м вольным стилем, но затем была дисквалифицирована из-за того, что канадки плыли не в том порядке, который был заявлен в старт-листе. По словам директора Федерации Канады по плаванию Джона Аткинсона, пловчихи вышли на старт в том порядке, в котором всегда тренировались, и никто из них не виноват в том, что команда была дисквалифицирована.
За достижения на Олимпиаде в Рио и чемпионате мира на короткой воде Олексяк была удостоена приза имени Лу Марша, став лучшим спортсменом Канады 2016 года вне зависимости от пола. Помимо этого, она получила премию Бобби Розенфельд, как спортсменка года в Канаде. Успех пловчихи принёс ей спонсорский контракт с производителем спортивной одежды ASICS.

### Олимпийский цикл 2017—2021
Первым соревнованием в 2017 году для Олексяк был турнир плавательной серии Arena в Месе, штат Аризона. Из-за травмы плеча, полученной во время тренировки в спортзале, канадка финишировала лишь четвёртой на дистанции 100 метров вольным стилем. Несмотря на это, спустя месяц она успешно выступила на отборочных национальных соревнованиях перед чемпионатом мира, выиграв дистанции 100 м вольным стилем и баттерфляем, хотя её результаты оказались значительно ниже личных рекордов.
До чемпионата мира среди взрослых канадка также выступила в аналогичном соревновании среди юниоров в Индианаполисе. Олексяк не приняла участия ни в одной личной дисциплине, но плыла во всех пяти эстафетах и помогла Канаде собрать все пять золотых медалей, побив юниорский мировой рекорд и рекорд чемпионата в четырёх из них.
На взрослом чемпионате мира Пенни в финале 100-метровой дистанции вольным стилем осталась шестой с результатом 52,94, а полчаса спустя снова вышла на старт в полуфинале на 50 м баттерфляем. Там она установила новый национальный рекорд (25,66), а в финале, где осталась пятой, улучшила и его (25,62). В эстафете 4×100 м вольным стилем Олексяк и канадская команда заняли четвёртое место. На дистанции 100 м баттерфляем Олексяк вновь стала четвёртой с результатом 56,94. В смешанных эстафетах, однако, Пенни со сборной завоевала две бронзовых медали — в комбинированной смешанной эстафете 4×100 м, где она плыла свой этап баттерфляем, а канадки лишь 0,04 секунды уступили получившим серебро австралийкам, а затем в выступлении на заключительном этапе в эстафете 4×100 м вольным стилем, где финишировала за 53,11 секунды.
Осенью 2017 года Олексяк вернулась от Бена Титли к Биллу О’Тулу, возобновив тренировки в Торонтском университете. В сентябре было объявлено, что она примет участие в Играх Содружества 2018. На этих Играх Пенни стала седьмой на дистанции 200 м вольным стилем, пятой на стометровке, а в обеих дисциплинах баттерфляем (50 и 100 метров) финишировала четвёртой. Ей удалось выиграть три серебряные медали в эстафетах 4×100 и 4×200 м вольным стилем и в комбинированной эстафете 4×100 метров.
Весной 2018 года участвовала в тренировочном лагере в Гейнсвилле (Флорида) вместе с Райаном Лохте и Калебом Дресселом. Олексяк планировала выступить на Тихоокеанском чемпионате 2018 года, но снялась с него с целью подготовки к Олимпийским играм в Токио.
На национальном отборе к чемпионату мира 2019 года Олексяк финишировала первой на дистанции 200 м вольным стилем и второй — на вдвое более короткой. На самом чемпионате мира она заняла 6-е место на 50-метровой дистанции баттерфляем и на 200-метровой дистанции вольным стилем, а в стометровке вольным стилем не вышла на старт. При этом она помогла сборной Канады завоевать бронзовые медали в трёх эстафетах. Вначале Олексяк на 3-м отрезке эстафеты 4×100 м вольным стилем зарегистрировала результат 52,69. Затем в эстафете 4×200 м вольным стилем, где она проплыла свой этап за 1:54,36 (что было выше личного рекорда, установленного ранее в индивидуальном полуфинале), сборная Канады установила новый национальный рекорд. В последнем для Олексяк виде программы на чемпионате, комбинированной эстафете 4×100 м, она тоже плыла на завершающем этапе и улучшила время, показанное в начале турнира, показав результат 52,48. Завоевав свою пятую медаль на чемпионатах мира, она стала по этому показателю лидером канадского женского плавания всех времён вместе с Кайли Масс.
Результаты 2019 года обеспечили Олексяк место в олимпийской сборной Канады ещё до национального олимпийского отбора к Играм в Токио. На самом отборе она победила на дистанции 100 м вольным стилем и заняла второе место на вдвое более длинной. Начала 2020 год с участия в соревнованиях Профессиональной серии в Ноксвилле, но затем из-за пандемии COVID-19 не соревновалась полтора года; отложенная на 2021 год Олимпиада стала для Олексяк первым испытанием после этого перерыва.
На Играх первым видом, в котором соревновалась Олексяк, была эстафета 4×100 м вольным стилем; она представляла сборную Канады на заключительном этапе и показала результат 52,69, что позволило команде переместиться с общего 4-го места на пьедестал, завоевав серебряные медали. В третий день соревнований по плаванию Олексяк в предварительных заплывах на 200 м вольным стилем улучшила личный рекорд, остановив секундомер на отметке 1.55,38. В финале она некоторое время лидировала и сумела сохранить за собой место в тройке призёров, завоевав бронзу — свою первую индивидуальную медаль в Токио. На 100-метровой дистанции канадская пловчиха установила в финале новый национальный рекорд с результатом 52,59, но этого не хватило для медали — Олексяк проиграла бронзовому призёру 0,07 секунды. Также четвёртой она осталась в составе канадской команды в эстафете 4×200 м вольным стилем. Олексяк завершила выступления на Олимпиаде участием в комбинированной эстафете 4×100 м, где зафиксировала результат 52,26 и завоевала со сборной ещё одну бронзовую медаль. Канадская сборная установила новый национальный рекорд с общим результатом 3.52,60 — ровно на секунду хуже новых олимпийских рекордсменок из Австралии. Для Олексяк это была седьмая олимпийская медаль за карьеру — новый рекорд среди канадских олимпийцев во всех видах спорта (до этого по шесть медалей было у конькобежки Синди Классен и у Клары Хьюз, завоевавшей свои награды в конькобежном и велосипедном спорте).

### Олимпийский цикл 2022—2024
На национальных отборах 2022 года Олексяк заняла второе место на дистанциях 100 и 200 м вольным стилем, получив путёвки на чемпионат мира в Будапеште и Игры Содружества. На самом чемпионате мира канадка была дисквалифицирована в полуфинальном заплыве на 200 м вольным стилем, а в финале стометровки вольным стилем заняла 4-е место с результатом 52,98 (на 0,06 секунды хуже бронзового призёра). Однако она играла ключевую роль в выступлениях канадских эстафетных команд, завершая командное выступление в женских эстафетах 4×100 и 4×200 м вольным стилем, женской комбинированной эстафете 4×100 м и смешанной эстафете 4×100 м вольным стилем. В финале женской эстафеты 4×100 м вольным стилем в первый день чемпионата Олексяк показала лучший результат из всех участниц на последнем этапе — 52,51, что позволило канадской сборной обойти американок в борьбе за серебро; в последней эстафете чемпионата — смешанной 4×100 м вольным стилем — она добилась на своём этапе лучшего результата в карьере (52,11) и снова обеспечила канадкам победу над американскими соперницами и серебряные медали. В двух остальных эстафетах она с канадской сборной завоевала бронзу. В итоге Олексяк, уже самая титулованная среди канадских олимпийских спортсменов, стала также единоличной обладательницей рекордного количества медалей чемпионатов мира среди канадских пловцов, доведя общее число своих наград до девяти.
От участия в Играх Содружества, которые должны были стартовать в Бирмингеме вскоре после окончания чемпионата мира, Олексяк официально отказалась, ссылаясь на необходимость сосредоточиться на подготовке к двум следующим сезонам.
Вскоре после чемпионата мира в Будапеште канадка на тренировке порвала мениск на левой ноге и была вынуждена лечь на операцию. Восстановление заняло шесть месяцев, однако после возвращения в бассейн в начале 2023 года у Олексяк развилось редкое неврологическое заболевание. Её стали мучить боли в плече, после чего началась быстрая деградация мышц. По словам спортсменки, вскоре она не могла даже поднять пострадавшей рукой стакан воды. Врачи не могли дать определённого прогноза, но через несколько месяцев проблема прекратилась сама, и Олексяк возобновила тренировки, восстанавливая утраченную мышечную массу. В ноябре 2023 года она снова порвала левый мениск и в январе 2024 года прошла повторную операцию, в ходе которой удалила его полностью. Уже через неделю после этой операции спортсменка снова занималась в бассейне.
Чтобы оптимизировать подготовку к Олимпийским играм 2024 года, Олексяк переехала из Скарборо, где тренировалась последние десять лет, в Мишен-Вьехо (Калифорния), но восстановительный процесс не был полностью завершён к национальным отборочным соревнованиям в мае 2024 года. В заплыве на 200 м вольным стилем к середине дистанции Олексяк шла второй после Саммер Макинтош, но во второй половине силы ей изменили, и она окончила заплыв на девятом месте. В первой половине дистанции 100 м вольным стилем Олексяк показала время, сопоставимое с графиком своего выступления на чемпионате мира в Будапеште, однако во второй половине, где канадка ранее отличалась за счёт физической силы, этого не произошло, и в итоге она не уложилась в олимпийский норматив на 0,05 секунды. Тем не менее её результата хватило, чтобы выиграть этот заплыв, что означало автоматическое включение в состав сборной в эстафете 4×100 м вольным стилем. Последней возможностью отобраться для участия в индивидуальном виде стало для канадки участие в международных соревнованиях в Риме в конце июня, но и там Олексяк не сумела выполнить индивидуальный норматив (53,61), завершив дистанцию с результатом 53,77.
На Играх в Париже Олексяк выступила в составе сборной Канады в эстафете 4×100 метров вольным стилем и комбинированной эстафете 4×100 метров. В первом виде она участвовала как в отборочном заплыве, так и в финале, где канадки заняли 4-е место с результатом 3.32,99. В комбинированной эстафете сборная с Олексяк в составе показала второй результат из всех участников отборочных заплывов (3.56,10, время Олексяк — 52,93), но перед финалом её состав был радикально обновлён — тренеры заменили трёх из четырёх участниц, включая Олексяк, вместо которой завершающий этап плыла Саммер Макинтош. Канадки, которые шли вторыми после трёх этапов, улучшили свой результат, финишировав за 3.53,91 (53,29 секунды у Макинтош), но и это время в финале оказалось лишь четвёртым. На чемпионате мира на короткой воде в Будапеште в декабре Олексяк завоевала три медали в эстафетных заплывах: серебро в смешанной эстафете 4×50 м вольным стилем и бронзу в двух эстафетах 4×100 м (женской вольным стилем и смешанной комбинированной). В эстафете 4×100 м вольным стилем, где пловчиха завоевала первую медаль на чемпионате, она показала свой лучший результат на первой половине дистанции с 2016 года. В двух остальных эстафетах она выступила за сборную в предварительных заплывах, но разделила медали с партнёрами, участвовавшими в финалах.

### Олимпийский цикл 2025—2028
На канадском национальном отборе к чемпионату мира 2025 года Олексяк одержала победу на двух дистанциях вольным стилем — 50 и 100 м. На более короткой дистанции её результат был лучше национального отборочного критерия, а на стометровке — лучше международного критерия категории А, что обеспечивало её участие в чемпионате мира. Однако в следующем месяце спортсменка объявила об отказе от участия в мировом первенстве: причиной стало нарушение требований ВАДА о постоянной доступности спортсменов для тестов на допиг. Отказ от соревнований был добровольным выбором Олексяк, сделанным до рассмотрения её дела антидопинговой комиссией.

## Физические данные и стиль плавания
Даже среди в целом высокорослых пловчих Олексяк выделяется: на Олимпийских играх 2016 года средний рост финалисток в плавании составлял 1,76 м, тогда как у 16-летней канадки уже к тому моменту доходил до 185 см (6 футов 1 дюйм), а за следующие два года она выросла ещё на дюйм. Высоким ростом она отличалась с детства, что помогло ей легко преодолеть проблемы с координацией, которые многие юные пловцы испытывают, вырастая. Как у многих сильных пловцов, у неё удлинённый торс, длинные руки и большие ступни (хотя один из тренеров спортсменки, Бен Титли, считает, что оптимальный размер ступней мог бы быть и больше).
Тренеры отзываются об Олексяк как о трудолюбивой и скромной спортсменке, и другой её наставник Билл О’Тул называл её «мечтой любого тренера». Канадка относится к пловцам, «чувствующим» воду, но для неё характерны мощные гребки, в особенности в последней части дистанции; именно поэтому для неё оказалась наиболее чувствительна потеря мышечной массы из-за неврологического заболевания в 2023 году.

## Личные рекорды

### 50-метровый бассейн
| Дисциплина          | Время    | Город          | Дата           |
| ------------------- | -------- | -------------- | -------------- |
| 50 м баттерфляй     | 25,62 NR | Будапешт       | 29 июля 2017   |
| 100 м баттерфляй    | 56,46    | Рио-де-Жанейро | 7 августа 2016 |
| 200 м баттерфляй    | 2.09,96  | Ванкувер       | 3 июня 2018    |
| 50 м вольный стиль  | 25,06    | Торонто        | 19 мая 2024    |
| 100 м вольный стиль | 52,59 NR | Токио          | 30 июля 2021   |
| 200 м вольный стиль | 1.54,70  | Токио          | 28 июля 2021   |

### 25-метровый бассейн
| Дисциплина          | Время | Город   | Дата            |
| ------------------- | ----- | ------- | --------------- |
| 50 м баттерфляй     | 25,20 | Шеффилд | 16 декабря 2018 |
| 100 м вольный стиль | 52,01 | Уинсор  | 8 декабря 2016  |